# Criminalitatea în România

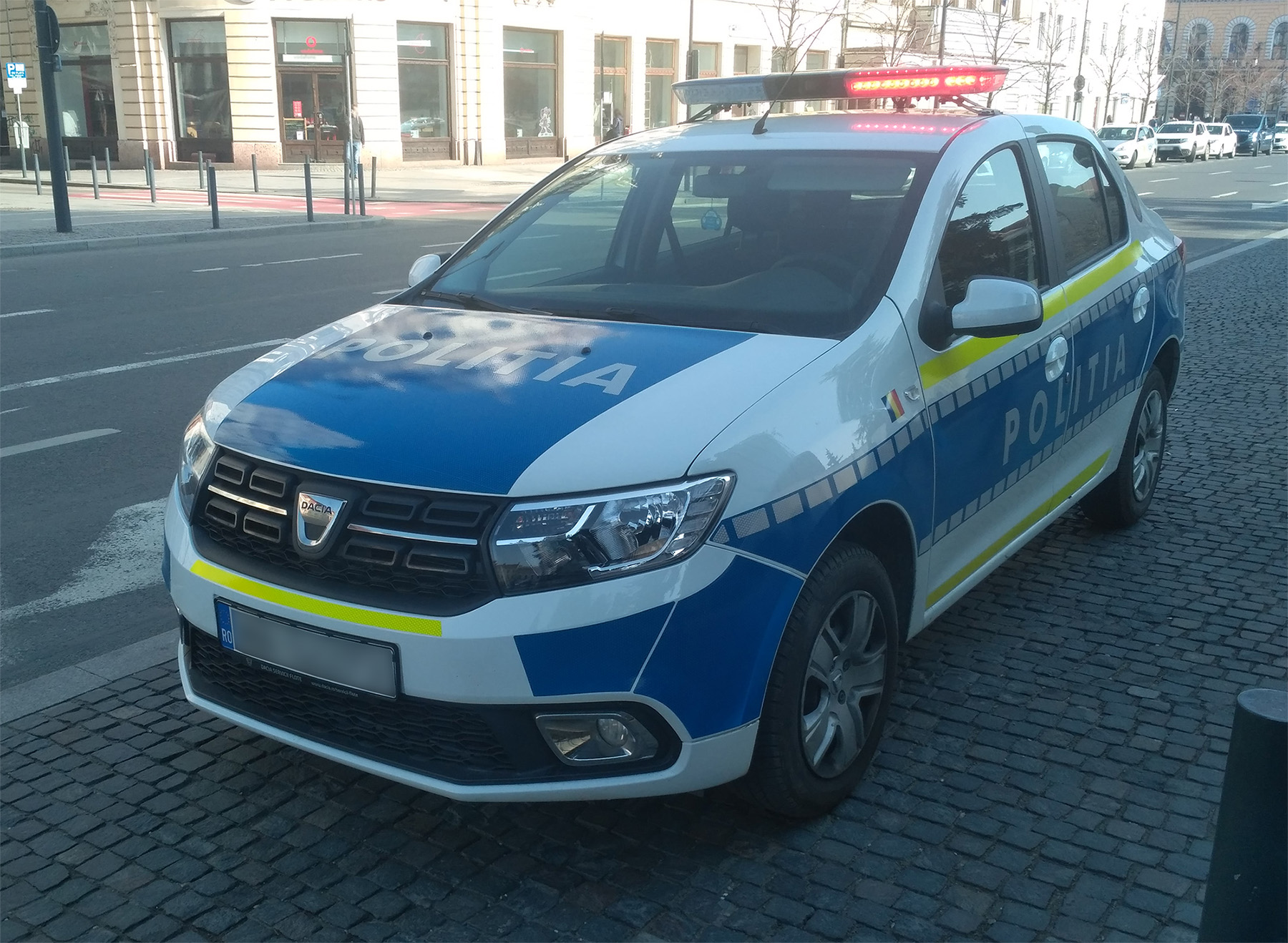
Criminalitatea în România

Criminalitatea în România este combătută de Poliția Română și de alte agenții.

## Criminalitatea după tip

### Rețele de crimă organizată
Unul dintre primii reprezentanți ai mafiei autohtone care și-a extins influența în afara țării a fost Alexandru Sava Docmanov. În anii 90 a ajuns la o asemenea putere încât aducea la un singur transport sute de kilograme de droguri din America de Sud pe care apoi le direcționa către Vestul Europei.
Fostul boxer Viorel Oarza a pus la punct cel mai cunoscut clan din Torino, Italia, despre care presa locală a susținut că ar fi controlat întreaga comunitate de 100.000 de români din Torino.
Gruparea "Casa Transilvania", denumita așa de carabinieri după numele localului deținut de unul din capii rețelei în Italia, era specializată în proxenetism, spargeri, furturi din locuințe și tâlharii. Românii au pus mai întâi stăpânire pe câteva orașe din zona de est a Italiei.
O altă grupare de proxenetism și tâlhării care s-a extins în urmă cu un deceniu în afara țării a fost cea coordonată de Georgel Bratu și avea stabilite ambasade în Torino si Tenerife.
Ioan Clamparu, cel pe care autoritățile iberice l-au dat in urmărire timp de aproape opt, și-a stabilit centrul afacerilor in Madrid.
Din capitala Spaniei și-a coordinat afacerile de proxenetism, tâlhărie și fraude bancare pe care oamenii săi le desfășurau in peste 15 state de pe glob. Astfel, Clamparu este cel mai cunoscut interlop roman la nivel european.
Zaher Iskandarani, supranumit Prințul Banatului a controlat, intre 1990 si 1993, o rețea de trafic cu hașiș către Germania, din Timișoara și Arad, via Polonia.
La începutul anilor 2000, printr-un ritual specific, moldoveanul Nicu Gușan a fost “botezat” drept “vor v zakone” – ceea ce în rusă înseamnă “hoț în lege”. Gruparea “Patron” este organizată pe principii militare și funcționează după toate regulile de fier ale mafiei ruse.

### Crime
În 2016, Romania avea o rată a omorului de 1,25 la 100.000 de locuitori. Au fost în total 267 de omoruri în România în 2018, cu o scădere masivă în comparație cu 2008, când s-au înregistrat 470 de cazuri. România se clasează pe locul 7 în UE după rata de omoruri la 100.000 de locuitori. Numărul de omoruri legate de agresiuni este mai mare decât media UE, România clasându-se pe locul 4, doar după Estonia, Letonia și Lituania. În 2014 România era țara din UE cu cea mai mare rată de trafic uman după Țările de Jos și Regatul Unit.
România este una dintre țările europene cu cel mai mare risc de criminalitate cibernetică.
Totodată, România este una dintre țările UE cu cele mai mici rate de violență împotriva femeilor, de jafuri și furturi de autovehicule. Numărul de accidente rutiere legate de ebrietate este unul dintre cele mai mici din Europa. România, Portugalia, Slovenia și Croația sunt unicele țări din UE unde riscul de terorism este total inexistent.

### Crime împotriva turiștilor
Biroul Diplomatic de Securitate din cadrul  Departamentului de Stat SUA a declarat în 2010 că „cele mai multe infracțiuni împotriva turiștilor sunt limitate la cele de oportunitate. Călătorii străini ar trebui să fie conștienți de escrocheriile care implică persoane fizice, care se dau drept ofițeri de poliție în haine civile, abordări de tip "prietenie rapidă" în stațiile de tren/metrou și furtul din buzunare.” „Adesea, cerșetorii - de multe ori grupuri de copii - pot fi foarte agresivi, de multe ori și-au rupt hainele de pe ei pentru a distrage atenția și pentru a fura de la ținta lor.”

## Vezi și
- Criminalitatea în Republica Moldova